# Rajegmulya
Rajegmulya is een bestuurslaag in het regentschap Tangerang van de provincie Banten, Indonesië. Rajegmulya telt 5651 inwoners (volkstelling 2010).